# Pocerina

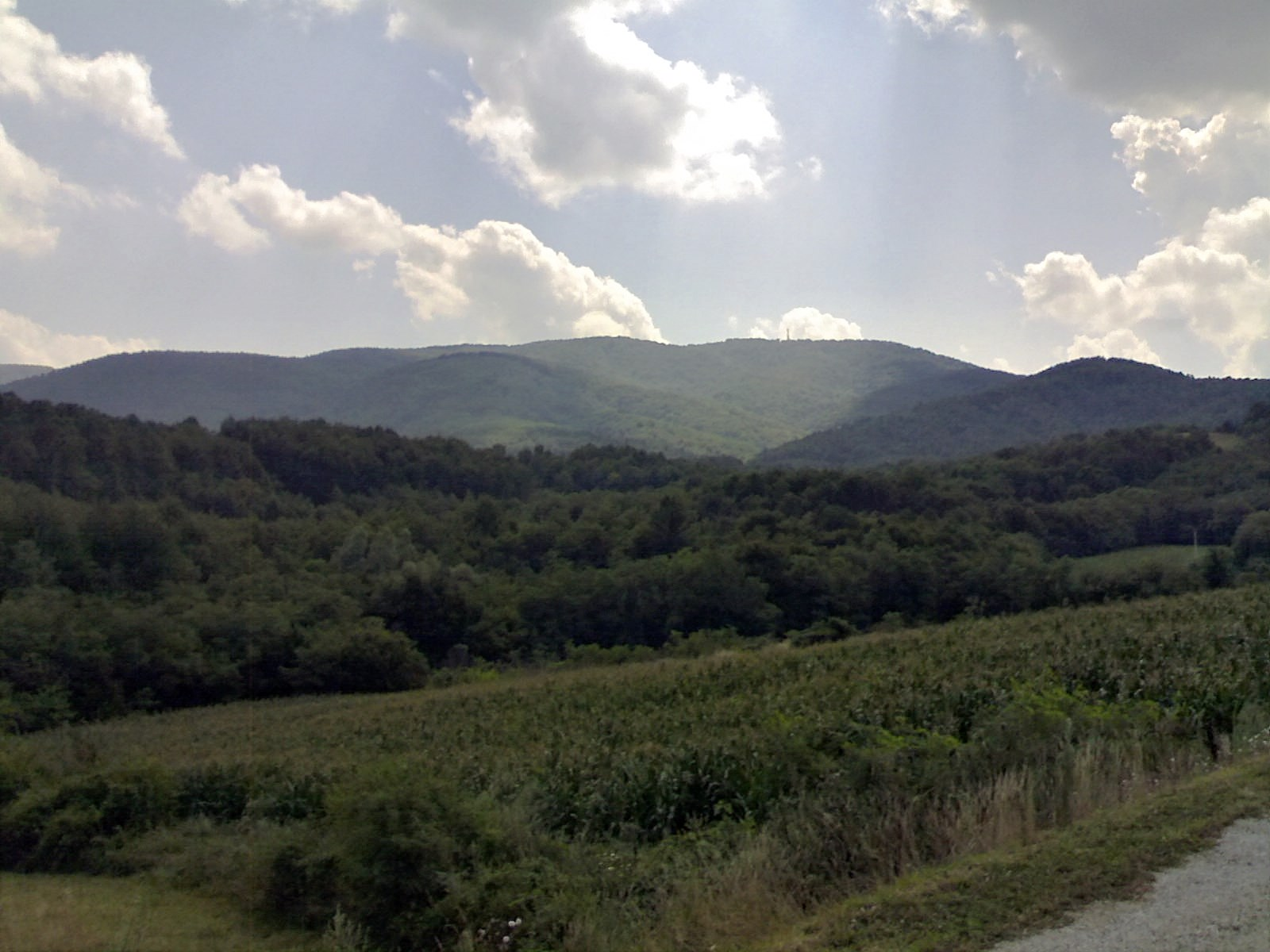
Paysage de la Pocerina

La Pocerina (en serbe cyrillique : Поцерина) est une région située à l'ouest de la Serbie. 
La Pocerina est une région vallonnée. Les localités les plus importantes du secteur sont Petkovica, dans la municipalité de Šabac, et Tekeriš, dans la municipalité de Loznica. La rivière Jerez, un affluent droit de la Save, y prend sa source au pied du mont Cer (687 m).